# Йосіда Йосікацу
Йосіда Йосікацу  (яп. 吉田 義勝, 30 жовтня 1941) — японський борець вільного стилю, олімпійський чемпіон.

## Спортивні результати на міжнародних змаганнях

### Виступи на Олімпіадах
| Змагання                    | Збірна | Вагова категорія          | Місце  |
| --------------------------- | ------ | ------------------------- | ------ |
| Літні Олімпійські ігри 1964 | Японія | вільна боротьба, до 52 кг | Золото |